# Atypisk hæmolytisk uræmisk syndrom
Atypisk hæmolytisk uræmisk syndrom (aHUS) er en sjælden, alvorlig systemisk og livstruende sygdom med dårlig prognose. aHUS rammer både børn og voksne, og forbindes med trombotisk mikroangiopati (TMA).
TMA er dannelsen af blodpropper i små blodkar over hele kroppen, hvilket kan føre til systemiske komplikationer i flere organer. aHUS skyldes primært kronisk, ukontrolleret aktivering af komplementsystemet, som er en del af kroppens immunsystem, der bekæmper infektioner og fungerer som endogent rengøringsmaskineri for døde celler.
Komplementsystemet er normalt selvregulerende i meget høj grad qua visse proteiner, der kontrollerer dets destruktive virkning. Men ved aHUS er denne regulering svækket – primært pga. mutationer i de proteiner, der regulerer komplementsystemet. Forstyrrelser i disse kontrolmekanismer kan føre til overaktivering af komplementsystemet, hvilket efterfølgende fører til ødelæggelse af kroppens eget væv.
Hurtig sygdomsdiagnosticering og tidlig opstart af relevant behandling forbedrer resultatet og reducerer muligvis de risici, der er forbundet med TMA, og de livstruende komplikationer, f.eks. nyresvigt, apopleksi og hjerteanfald, der følger efter.

## Nomenklatur
aHUS er en form for Hæmolytisk-uræmisk syndrom (HUS), som hos børn blot viser sig i 5-10 % af tilfældene, mens de fleste voksne HUS-patienter har aHUS. Størsteparten af HUS-tilfældene hos børn skyldes en infektion med Escherichia coli-bakterier, der producerer shiga-toksin. Denne form kaldes STEC-HUS (eller i visse tilfælde D+ HUS). I nogle publikationer har man refereret til aHUS som et hæmolytisk-uræmisk syndrom med fravær af diarré (D- HUS). Denne nomenklatur må man dog anse for at være misvisende, da op til 30 % af alle aHUS-patienter har diarré. Det er blevet foreslået at trække termen D- HUS tilbage.

## Epidemiologi
aHUS kan være tilfældig eller arvelig, og der er tilsyneladende ingen forskelle i henhold til race, køn og geografisk område. Som det kan forventes med en sjælden sygdom, er der meget få data vedr. incidens af aHUS. Et europæisk register med 167 pædiatriske patienter dokumenterede 3,3 tilfælde pr. 1 mio. børn, med mindre hyppighed blandt voksne. En nyere undersøgelse med 214 patienter med aHUS indikerer en lignende forekomst hos børn (41,6 %) og hos voksne (58,4 %). Websitet Orphanet (en portal for sjældne sygdomme og lægemidler til sjældne sygdomme) angiver en prævalens på 1-9 pr. 1 mio. mennesker.

## Patogenese
aHUS induceres af kronisk, ukontrolleret komplementaktivering, der resulterer i endotel skader og slutorganskader. Hos sunde personer angriber og ødelægger komplementsystemet patogener, f.eks. bakterier, virus og muterede kropsceller, og fjerner cellerester. Det består af tre forskellige veje: den 'klassiske vej', lektin-vejen og den alternative vej. Mens de to førstnævnte sker som følge af hhv. immunkompleks- og mikroorganismebinding, er den alternative vej konstant aktiv, hvilket forårsager løbende induktion af det celleødelæggende (cellelysis) MAC-kompleks (membrane attack complex). Det er derfor vigtigt, at kroppen omhyggeligt regulerer komplementsystemet for at forhindre det i at ødelægge sundt væv og sunde organer. Genetiske mutationer af de komplementregulerende proteiner (f.eks. CFH, CFB, CFI, MCP, CFHR 1/3 og trombomodulin) forstyrrer komplementvejens hårfine balance ved aHUS. Vedvarende, ukontrolleret komplementaktivitet fører til ødelæggelse af endotel celler (celler, der beklæder blodkarrene). Den efterfølgende vedvarende aktivering af trombocytter og leukocytter forårsager TMA og ultimativt iskæmi og inflammation af blodkarrene, hvilket med tiden fører til irreversible vævsskader, multiorgansvigt og ofte dødsfald. De fleste mutationer har en penetrans på omkring 50 %, og der er tegn på, at miljøfaktorer også er en vigtig faktor i patogenesen.

## Klinisk præsentation
aHUS viser sig ofte med ikke-specifikke symptomer som utilpashed og træthed. Over halvdelen af patienterne får nyreskader, herunder slutstadium af nyresygdom (ESRD). De almindeligste tegn og symptomer er forøget kreatinin , oliguri, ødem, hypertension, reduceret estimeret glomerulær filtreringsrate (eGFR)  og proteinuri.
Andre systemer, bortset fra nyrerne, kan udvise symptomer, der omfatter prodromer: 
- En tredjedel af patienterne får trombotiske hændelser uden for nyren[28]
- Det neurologiske system: Omkring en ud af to patienter udviser tegn og symptomer, der vedrører hjernen og nervesystemet:[29] Forvirring,[30] apopleksi,[29][30] krampeanfald,[29][30] koma[29][31] eller encefalopati[5]
- Det kardiovaskulære system: Kardiomyopati forekommer hos op til 43 % af patienter med aHUS,[25][32] myokardieinfarkt (hjerteanfald)[11][32] hypertension (højt blodtryk)[1][25][32] eller diffus vaskulopati[6] er også observeret
- Det gastrointestinale system: 37 % af patienterne udviser gastrointestinale tegn og symptomer:[3] Colitis,[10] mavesmerter,[10] pancreatitis,[33] opkastning,[33] gastroenteritis,[5] levernekrose[5] eller diarré[13]
- Synskomplikationer: Øjenokklusion (blodprop i øjet)[34]
- Hud: Hudlæsioner, ulcer, petecchialt udslæt[35]
- Lungekomplikationer[11]

Visse tilstande gør patienter med aHUS mere udsatte for TMA-manifestationer.[16,23,35] Patienter med aHUS får TMA ved tilstande som:
- Diarré/gastroenteritis
- Infektioner i de øvre luftveje
- Graviditetsassocieret TMA
- Malign hypertension
- Transplantatassocieret TMA
- Glomerulopati
- Systemiske sygdomme, f.eks. systemisk lupus erythematosus (SLE) og sclerodermi
- Malignitet

## Prognose
Langtidsdiagnosen for patienter med aHUS er ringe. Op til 79 % af patienter med aHUS dør eller får permanente nyreskader inden for 3 år på trods af brug af understøttende behandling.
Nyretransplantation til aHUS-patienter med ESRD overvejes sjældent pga. den høje incidens af sygdomsrecidiv og transplantatsvigt hos op til 90 % af patienter med ny TMA.  Det betyder, at de fleste aHUS-patienter med ESRD er i kronisk dialysebehandling, hvilket forbindes med en dårlig prognose. Man har forsøgt kombineret lever-nyretransplantation hos patienter med aHUS, selvom dette komplekse indgreb har en høj mortalitetsrate (en ud af to patienter).

## Diagnose
aHUS manifesterer sig med de kliniske egenskaber for TMA (trombocytopeni, mikroangiopatisk hæmolyse og symptomer på organdysfunktion). aHUS er dog ikke den eneste sygdom, der forårsager systemisk TMA, hvilket er et faktum, der sætter fokus på vigtigheden af differentialdiagnosticering. De andre primære TMA'er er trombotisk trombocytopenisk purpura (TTP) og hæmolytisk uræmisk syndrom med shiga-toksinproducerende Escherichia coli (STEC-HUS).
Efter bekræftelse af TMA ved hjælp af laboratorieværdier for trombocytopeni, mikroangiopatisk hæmolyse og symptommål for organdysfunktion er diagnosticering af den underliggende sygdomsårsag essentiel. En ADAMTS13-aktivitetstest kan bekræfte TTP eller aHUS, mens en shiga-toksintest kan detektere STEC-HUS:
- ADAMTS13-aktivitet, der er lig med eller mindre end 5 %, bekræfter TTP-diagnosen
- En positiv test for shiga-toksin fra afføringsprøver og evidens for STEC-infektion i serologiske prøver bekræfter STEC-HUS-diagnosen [43]
- ADAMTS13-aktivitet på over 5 % og fravær af shiga-toksiner i afføringsprøver øger sandsynligheden for en positiv aHUS-diagnose

Ved fravær af ADAMTS13-resultater kan serumkreatininniveau (SCr) og trombocyttal anvendes til at forudsige ADAMTS13-aktivitet hos patienter med TMA. Et serumkreatininniveau på >150-200 μmol/l (>1,7-2,3 mg/dl) hos voksne eller et trombocyttal på >30.000/mm3 udelukker næsten diagnosen svær ADAMTS13-mangel, og derved TTP.
Selvom aHUS primært er en genetisk sygdom, har 30-50 % af patienterne ikke en identificérbar genetisk mutation. Det betyder, at genetisk undersøgelse er en upålidelig metode til diagnosticering af sygdommen. Ikke alle kendte genetiske mutationer har prognostiske implikationer. Sidstnævnte sammen med det begrænsede udbud af genetiske undersøgelser pga. de høje omkostninger og den lange ventetid på analyseresultatet gør det uegnet til indledende vurdering og håndtering af aHUS.

## Behandling

### Plasmaferese/-infusion (PE/PI)
Selvom PE/PI ofte anvendes, er der ingen kontrollerede forsøg til undersøgelse af hverken sikkerheden eller virkningen ved aHUS. Hos nogle patienter sås hæmatologisk forbedring, mens dysregulering af komplementsystemet og TMA fortsatte hos andre patienter på trods af indledende PE/PI. Det kan skyldes, at PE/PI ikke er tilstrækkeligt til at fjerne muterende komplementfaktorer eller udskifte deficiente faktorer, hvilket er en indikation af, at PE/PI resulterer i begrænset klinisk respons. 
The American Society for Apheresis opererer med en Grad 2C/svag anbefaling af PE/PI til behandling af aHUS pga. den ”lave” eller ”meget lave” kvalitet af den evidens, der understøtter brugen heraf.

### Kronisk dialyse
Patienter med aHUS, som har ESRD, er generelt dømt til dialyse, der forbindes med en overlevelsesrate efter 5 år på omkring 50 %. Da systemisk og ukontrolleret komplementaktivering fortsætter hos patienter med aHUS, der er i dialysebehandling, har de mere udtalt komplementaktivitet end patienter uden aHUS.  Patienter med aHUS, der behandles med dialyse, har stadig risiko for TMA i andre organer.

### Transplantation
På trods af, at nyretransplantation historisk er blevet brugt til behandling af patienter med aHUS, adresserer det ikke den ukontrollerede komplementaktivering, der fører til progressiv, systemisk TMA. Alt efter den genetiske mutation oplever op til 90 % af patienterne med aHUS, at sygdommen vender tilbage efter en nyretransplantation. Efter en nyretransplantation forårsager den vedvarende, ukontrollerede komplementaktivering, der forbindes med aHUS, transplantattab, som ikke kan afværges med PE/PI, hos de fleste patienter. Kombineret lever-nyretransplantation er kun en mulighed for ganske få patienter pga. det begrænsede udbud af sunde organer. Hertil kommer, at inflammation og TMA fortsætter i andre organer, og der er en betydelig risiko for dødsfald, som af mange læger og patienter opfattes som værende for høj.

### Eculizumab
Eculizumab er et humaniseret, monoklonalt antistof, der binder komplementkomponent C5, som er ansvarlig for aktivering af MAC-komplekset (membrane attack complex), hvorved den ukontrollerede terminale komplementaktivitet hæmmes. I EU er Eculizumab i dag den eneste komplementinhibitor, der er godkendt til behandling af aHUS hos både voksne og børn.
Behandling med eculizumab er ikke uden samfundsmæssige konsekvenser, da lægemidlet ved en opgørelse i 2013 blev anset som det dyreste lægemiddel med 600.000 kroner som den årlige pris per patient.